# Ordo Ad Chao
Albums de Mayhem
Chimera
(2004) Esoteric Warfare
(2014)
Ordo Ad Chao est le quatrième album du groupe de Black metal norvégien Mayhem. L'album est sorti le 23 avril 2007 sous le label Season of Mist.
Le titre est un clin d'œil à la devise latine Ordo ab chao « [Vers] l'ordre à partir du chaos », rappelant comment ordonner ses pensées, et qui devient ainsi par dérision « [De] l'ordre au chaos »
C'est le premier album du groupe enregistré avec le vocaliste Attila Csihar depuis la sortie de l'album De Mysteriis Dom Sathanas en 1994.
Les guitares sont entièrement enregistrées avec un Line 6 POD avec accordage en C (Do).

## Musiciens
- Attila Csihar - Chant
- Blasphemer (Rune Erickson) - Guitare, Basse
- Hellhammer - Batterie
- Necrobutcher - Basse

## Liste des morceaux
1. A Wise Birthgiver - 3:30
2. Wall of Water - 4:40
3. Great Work of Ages - 3:52
4. Deconsecrate - 4:07
5. Illuminate Eliminate - 9:40
6. Psychic Horns - 6:32
7. Key to the Storms - 3:52
8. Anti - 4:33